# Караоткельский сельский округ
Караотке́льский се́льский о́круг (каз. Қараөткел ауылдық округі) — административная единица в составе Целиноградского района Акмолинской области Республики Казахстан.
Административный центр — село Кароткель.

## География
Административно-территориальное образование расположено в центральной части района, граничит:
- на севере с Талапкерским сельским округом,
- на востоке с городом Астана,
- на юге с селом Тайтобе и сельским округом Рахымжана Кошкарбаева,
- на западе с сельским округом Акмол.
- на северо-западе с Нуресильским сельским округом.

Сельский округ расположен на казахском мелкосопочнике. Рельеф местности в основном представляет собой сплошную равнину с незначительными перепадами высот; средняя высота округа — около 340 метров над уровнем моря.
Гидрографическая сеть округа представлена левом притоком реки Ишим — которая течет с севера округа.
Климат холодно-умеренный, с хорошей влажностью. Среднегодовая температура воздуха отрицательная и составляет около −4,3°С. Среднемесячная температура воздуха в июле достигает +20,5°С. Среднемесячная температура января составляет около −14,1°С. Среднегодовое количество осадков составляет около 385 мм. Основная часть осадков выпадает в период с июня по июль.
Через территорию с востока на запад проходит около 15 километров автодороги республиканского значения — Р-2 «Астана — Коргалжын» (с подъездом к Коргалжынскому заповеднику).

## История
В 1989 году существовал как — Ильиновский сельсовет (сёла Ильинка, Жанажол, Соцказахстан).
В периоде 1991—1998 годов Ильиновский сельсовет был переименован и преобразован в Караоткельский сельский округ; село Соцказахстан было переименовано в село Каражар.
В 2006 году село Ильинка было переименовано в село Караоткель.

## Население
| Численность населения | Численность населения | Численность населения |
| 1989                  | 1999                  | 2009                  |
| --------------------- | --------------------- | --------------------- |
| 1833                  | ↗2195                 | ↗5234                 |

## Состав
| № | Населённый пункт | Тип населённого пункта       | Население, 1989 | Население, 1999 | Население, 2009 |
| - | ---------------- | ---------------------------- | --------------- | --------------- | --------------- |
| 1 | Жанажол          | село                         | 371             | 345             | 345             |
| 2 | Каражар          | село                         | 239             | 293             | 579             |
| 3 | Караоткель       | село, административный центр | 1 223           | 1 557           | 4 310           |

## Экономика
Сельское хозяйство
По сельскому округу имеется:
- 1 684 голов крупного рогатого скота,
- 2 081 голов мелкого рогатого скота,
- 1 042 голов лошадей,
- 7 верблюдов,
- 5 301 домашней птицы.

Зарегистрировано 53 крестьянских хозяйств, занимающихся сельским хозяйством. Однако из них работают только 16 крестьянских хозяйства.

## Инфраструктура
Образование
- 3 СШ,
- 1 ОШ,
- 8 д/с.

Здравоохранение
- врачебная амбулатория.

## Местное самоуправление
Аппарат акима Караоткельского сельского округа — село Караоткель, улица Мустафы Шокай, дом 1.
- Аким сельского округа — Мукушев Азамат Серикович.